# Automeropsis umbrata
Automeropsis umbrata är en fjärilsart som beskrevs av Jean Baptiste Boisduval 1875. Automeropsis umbrata ingår i släktet Automeropsis och familjen påfågelsspinnare. Inga underarter finns listade i Catalogue of Life.